# حضارة تينيرية
الحضارة التينيرية هي صناعة ما قبل التاريخ كانت موجودة بين الألفية الخامسة قبل الميلاد ومنتصف الألفية الثالثة قبل الميلاد في الصحراء الكبرى. وتمتد هذه من العصر الحجري تحت الطوفان والجفاف اللاحق، خلال الفترة الهولوسينية الوسطى.
استخدم عالم الآثار الفرنسي موريس رايغاس [الفرنسية] مصطلح التينيرية لأول مرة في عام 1934 مع قيام العلماء اللاحقين بإنتاج تعريف أوضح. أنتجت مهمات برلييه [الإنجليزية] إلى جبال آير في شمال النيجر أوضح تعريف قبل رحلة جون ديزموند كلارك [الإنجليزية] الاستكشافية إلى أدرار بوس [الإنجليزية] في أوائل عام 1970، والتي نُشرت نتائجها في نوفمبر 2008.
عُثر على بقايا بشرية تنتمي إلى الحضارة التينية لأول مرة في أدرار بوس في جبال آير. اكتشفت عينات أخرى من التينيرية في غوبيرو [الإنجليزية]، الواقعة في النيجر في صحراء تينيري. كانت هذه المنطقة خصبة في ذلك الوقت، وكان التينيريون رعاة ماشية متخصصين يقومون أحيانًا بصيد الأسماك والصيد.

## الاكتشافات في غوبيرو
اكتشفت غوبيرو في عام 2000 خلال رحلة استكشافية أثرية بقيادة بول سيرينو [الإنجليزية] للبحث عن بقايا ديناصورات. اكتشفت حضارتين متميزتين من عصور ما قبل التاريخ في الموقع: الحضارة الكيفية من الفترة الهولوسينية المبكرة، والحضارة التينيرية من الفترة الهولوسينية الوسطى. كان الكيفيون شعبًا ما قبل التاريخ سبق التينيريين واختفوا منذ حوالي 8000 عام، عندما أصبحت الصحراء جافة جدًا. استمر الجفاف حتى حوالي 4600 قبل الميلاد، وهي الفترة التي أُرخ فيها أقدم القطع الأثرية المرتبطة بالتينيريين. اكتُشف حوالي 200 هيكل عظمي في غوبيرو، النيجر.
كان التينيريون أقصر طولًا وأقل قوة من الشعوب السابقة المرتبطة بالحضارة الكيفية. يشير تحليل قياس الجمجمة أيضًا إلى أنها كانت متميزة من الناحية العظمية. تشبه جماجم الكيفيين تلك التي كانت موجودة في الحضارة الأيبريومورية من العصر البليستوسيني المتأخر والحضارة القبصية في العصر الهولوسيني المبكر في المغرب العربي، وكذلك مجموعات المشتاني في منتصف العصر الهولوسيني، في حين أن الجمجمة التينيرية تشبه إلى حد كبير مجموعات البحر الأبيض المتوسط.
خَلُص عالم الآثار البيولوجية كريس ستويانوفسكي إنطلاقًا من عظامهم إلى أن التينيريين كان لديهم عضلات أرجل ضخمة، مما يشير إلى أنهم كانوا أقوياءً للغاية. أوضح ستويانوفسكي أنه مع مثل هذه الارتباطات العضلية الضخمة، يجب أن يكونوا قد تناولوا الكثير من البروتين وشاركوا في "أسلوب حياة شاق"، والذي يتوافق مع الحضارة القائمة على الصيد.
تُظهر القبور أن التينيريين قد مارسوا التقاليد الروحية، حيث أنهم دُفنوا مع المشغولات اليدوية مثل المجوهرات المصنوعة من أنياب أفراس النهر والأواني الفخارية. الاكتشاف الأكثر إثارة للاهتمام هو دفن ثلاثي لأنثى بالغة وطفلين يعود تاريخه إلى 5300 عام. قُدرت أعمار المستحاثات المتعانقة من خلال أسنانهم على أنها تبلغ من العمر خمس وثماني سنوات. تشير بقايا حبوب اللقاح إلى أنهم دُفنوا على فراش من الزهور. يُفترض أن الثلاثة قد ماتوا في غضون 24 ساعة من بعضهم البعض ، ولكن بما أن هياكلهم العظمية لا تحمل أي صدمة ظاهرة (لم يموتوا بعنف) وقد دُفنوا بشكل متقن - من غير المحتمل أن يكونوا قد ماتوا بسبب الطاعون - ويبقى سبب الموت لغزًا.

## اللغة
قد يكون التينيريون من المتحدثين باللغة النيلية الصحراوية الذين ينحدرون من الكيفية، أو كانوا من المتحدثين الأصليين للغة الأفروآسيوية البدائية.

## الزوال
منذ ما يقرب من 4500 عام، أصبحت المنطقة جافة مرة أخرى. اختفت الحضارة التينيرية، مع احتمال بحث صانعيها عن مرعى جديد في مكان آخر.